# Real Fábrica de Platería Martínez

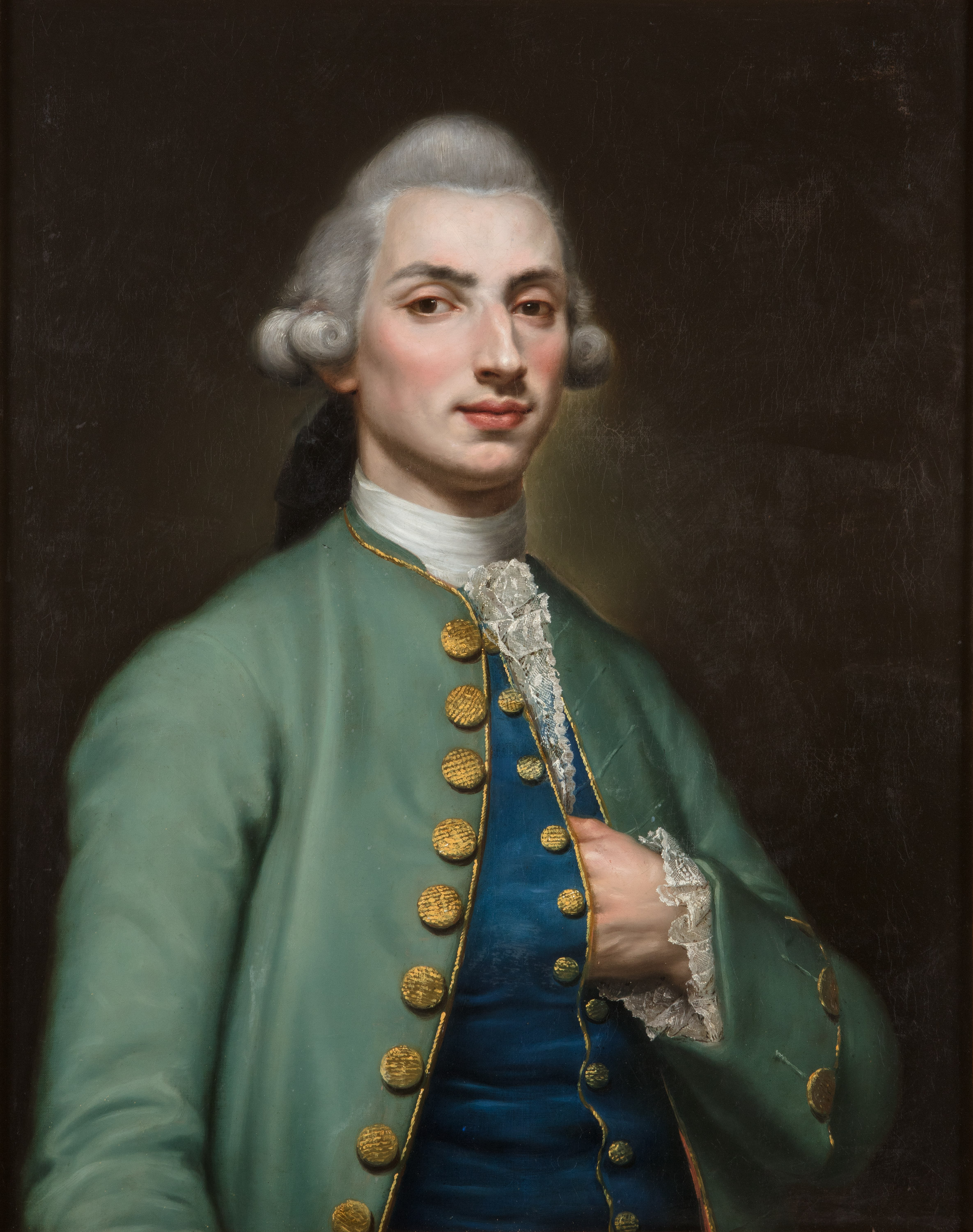
Retrato del platero Antonio Martínez Barrio por Francisco Bayeu y Subías, 1778-80 (Real Academia de Bellas Artes de San Fernando).

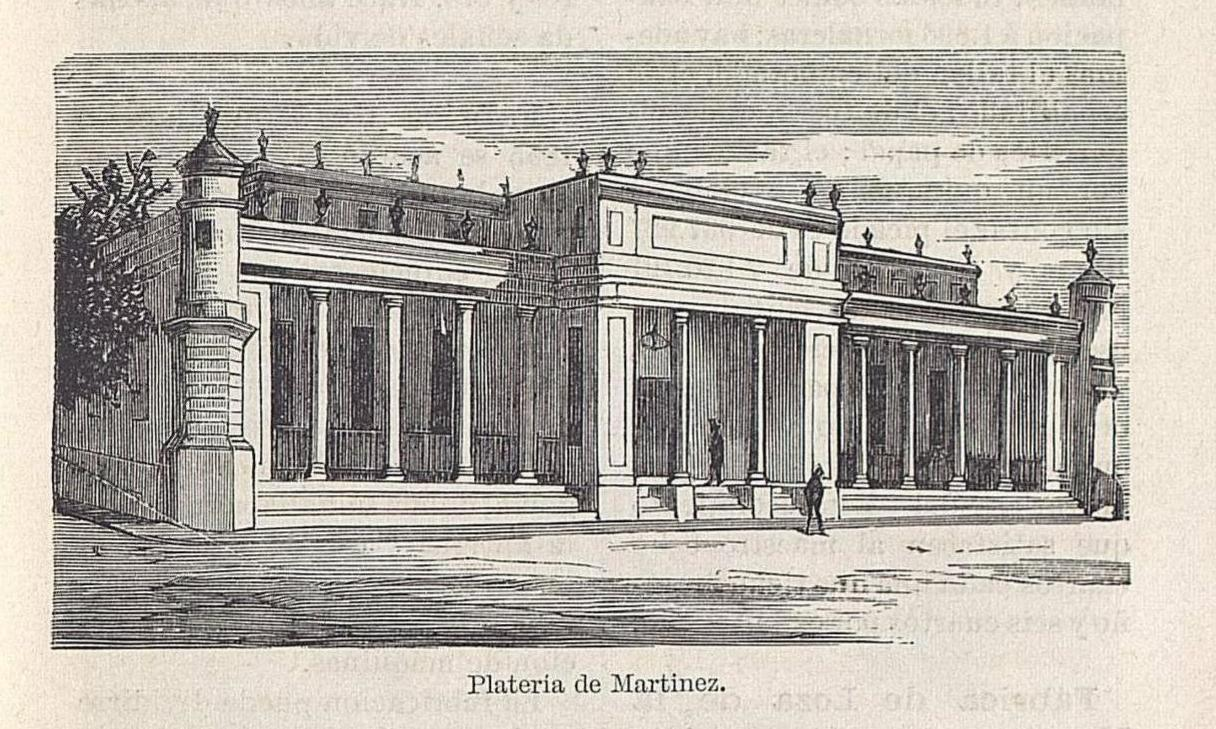
Platería de Martínez hacia 1876.

La Real Fábrica de Platería Martínez fue una escuela de plateros impulsada por Carlos III en Madrid, España, dentro del espíritu ilustrado español de la época cuyo objetivo era impulsar el arte de la orfebrería, al igual que se había hecho con la creación de otras industrias vinculadas al arte como la Real Fábrica de Relojes, la de Porcelana del Retiro y otras. Al principio se le llamó Real Escuela de Platería y Máquinas, después Real Escuela y Fábrica de Martínez  y finalmente Real Fábrica de Platería Martínez, si bien en todo Madrid siempre mantuvo el nombre popular de Escuela Martínez. El nombre era en honor del platero aragonés Antonio Martínez Barrio.

## Origen
Oficialmente fue creada por Real Cédula de 29 de abril de 1778. Coincidió con un periodo de esplendor de la platería española que se alargaría hasta la mitad del siglo XIX, gracias a esta iniciativa que fomentó la creación de escuelas similares en otras grandes ciudades. Así, a través de las Reales Sociedades Económicas de Amigos del País, se fundaron escuelas vinculadas a las mismas. El origen de la Real Fábrica fue el platero Antonio Martínez Barrio, oscense al que se le conoce trabajando en Zaragoza alrededor del tercer cuarto del siglo XVIII, mientras se forma en dibujo y pintura con los hermanos Bayeu (Francisco y Ramón) y, posiblemente, con Francisco de Goya. Se desconoce con exactitud la razón por la cual se dedicó finalmente a la platería, si bien algunos autores sostienen que su padre era platero aragonés. En 1774 se sabe que viajó por Europa, singularmente estuvo en París y el Reino Unido aprendiendo de los mejores plateros de ambos países. Cuando volvió a España creó la Escuela de Platería Martínez. No era una figura desconocida para Carlos III, al que había ofrecido distintas piezas antes de emprender su viaje y que el Rey pagó, así que la fundación de la Escuela es coincidente en el tiempo con el reconocimiento de la misma con el título de Real Fábrica, posiblemente por la imposibilidad de que se iniciaran actividades similares sin consentimiento expreso de la Corona. El edificio neoclásico donde se ubicó la Real Fábrica, se situaba en las inmediaciones del hoy Museo del Prado, frente al Jardín Botánico, en la hoy llamada Plaza de la Platería de Martínez.
Creada la Real Fábrica, se estableció un cupo máximo de dieciséis alumnos, la obligación de Antonio Martínez de crear las máquinas e ingenios necesarios para su funcionamiento, la obligación del mismo de transmitir su saber a sus discípulos y la Corona compraba una parte de las piezas elaboradas en oro y plata. También se le reconoció el derecho a emitir títulos de maestro, a pesar de la oposición del Colegio de Plateros que, hasta entonces, tenía la exclusiva autorización para ello.

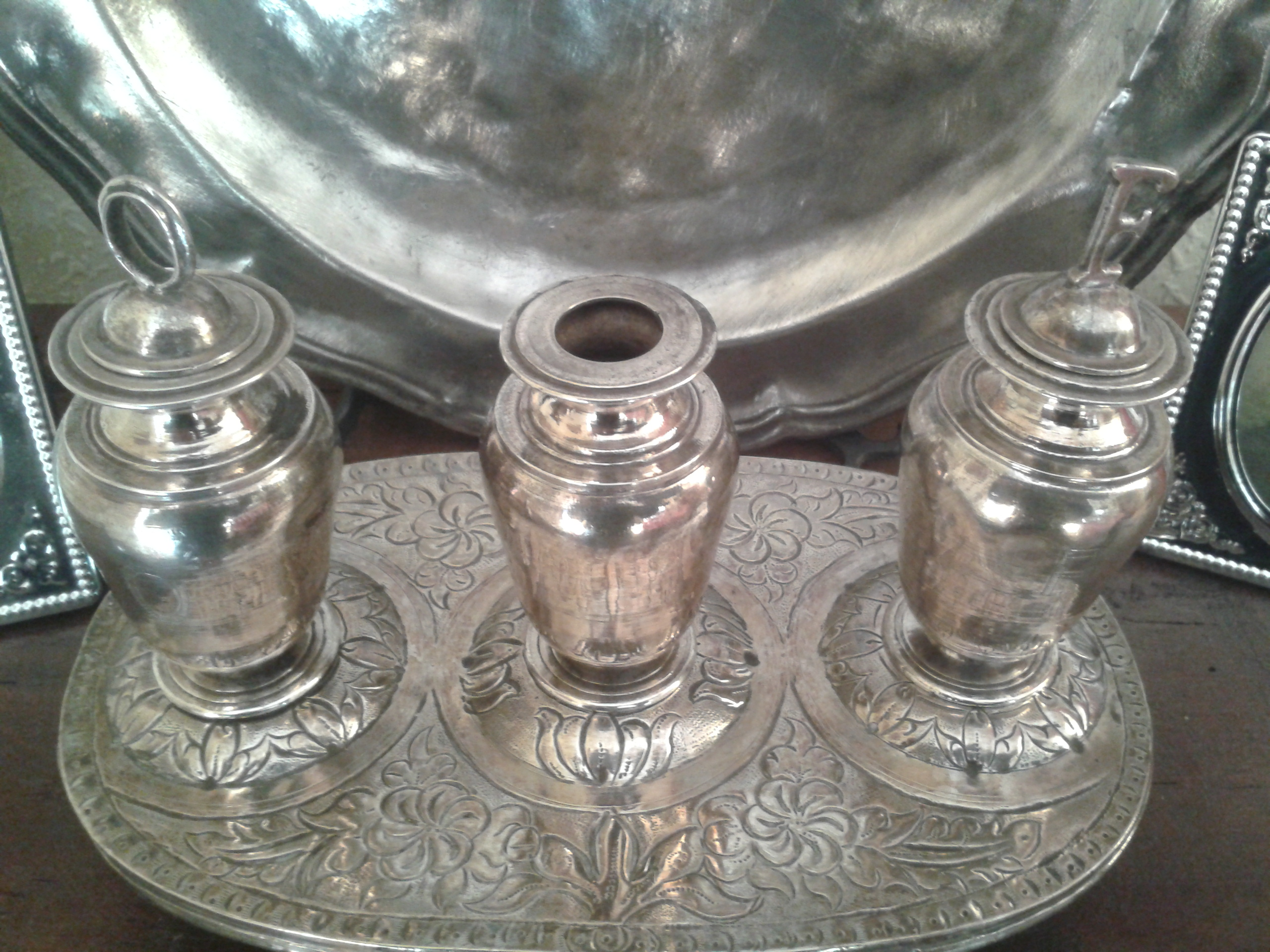
Bandeja con los recipientes para administrar los Santos Óleos en el Sacramento de la Extremaunción..

## Organización y desarrollo
Los alumnos eran escogidos por un proceso complejo entre jóvenes menores de 20 años en el que las Sociedades Económicas de Amigos del País, la Junta de Comercio de Madrid y el ministro de Comercio (que actuaba como patrón de la Escuela en nombre del Rey) seleccionaban a los que consideraban más aptos, y los pensionaban durante cinco años.
Hasta la muerte de Antonio Martínez (1798) la producción de la Escuela estuvo muy influida por el neoclasicismo, las obras francesas y británicas y la notable influencia de los plateros italianos que empezaron a instalarse en España. Sirvió piezas en toda España, en especial para la Iglesia, las Hermandades religiosas y la Corona. Después la Escuela siguió con estilos de todo tipo, según época, y siempre regentada por directores vinculados a la familia Martínez. Durante el reinado de Isabel II se incrementaron notablemente las piezas de orfebrería solicitadas por particulares para decorar sus estancias, en especial la burguesía emergente.
La Real Fábrica no pudo sobrevivir al final del reinado de Isabel II, y desapareció en 1869, dentro de una España convulsionada por cambios políticos y económicos y por un Estado que había dejado de prestar atención a la educación ilustrada de una época pasada. En 1876 aparece descrita en la Guía de Madrid: manual para el madrileño y para el forastero de Ángel Fernández de los Ríos, donde, en una descripción del edificio, se hace mención a que la platería «se sostiene hoy independiente del Estado». Al final del siglo XIX de nuevo aparecerá una formación reglada de orfebres. El edificio sería demolido en 1920.